# Săpata (gmina)
Săpata – gmina w Rumunii, w okręgu Ardżesz. Obejmuje miejscowości Bănărești, Dealu Bradului, Drăghicești, Găinușa, Lipia, Mârțești, Popești i Turcești. W 2011 roku liczyła 1782 mieszkańców.